# Тростянецька телевежа
Тростянецька телевежа — телекомунікаційна вежа заввишки 196 м, споруджена у 1985 році в Тростянці Сумської області.

## Характеристика
Висота вежі становить 196 м. Висота над рівнем моря — 167 м. Радіус потужності покриття радіосигналом становить 60 км. Прорахунок для DVB-T2 — 176 м.